# Zweinutzungshuhn
Ein Zweinutzungshuhn ist eine Rasse oder Kreuzung des Haushuhns, die sowohl zum Eierlegen als auch zum Schlachten gehalten werden kann. Es handelt sich somit um die Anwendung des Konzepts der Zweinutzungsrasse in der Hühnerzucht. Eine genaue Definition von gelegten Eiern pro Jahr, Endgewicht oder Wachstumsgeschwindigkeit gibt es nicht.

## Geschichte
Die traditionelle Nutzhühnerzucht betreibt grundsätzlich eine Kombination von Fleisch- und Eierproduktion. Im präindustriellen Zeitalter betraf es in der Regel kleindimensionierte Viehwirtschaft mit lokalen Hühnerrassen ohne gezielte Zuchtprogramme. Im Rahmen der Industrialisierung kam es zur Entwicklung großer Zuchtanlagen und einer entsprechenden Trennung von Lege- und Mastrassen. Dies resultierte in der aktuellen Situation, wo Hybridhühner in großen Hallen entweder für Fleisch- oder für Eierproduktion gehalten werden.

## Aktuelle Entwicklung des Zweinutzungskonzeptes
Der Hintergrund des Zweinutzungskonzepts liegt in der Problematik der bestehenden konventionellen Hühnerzucht. Für männliche Küken aus Hybridrassen gibt es keinen Markt, da diese keine Eier legen können und als Masthähnchen zu langsam wachsen sowie einen hohen Nahrungsbedarf haben. Deshalb werden die Küken innerhalb weniger Stunden nach dem Schlüpfen getötet. Zweinutzungshühnerzucht stellt eine Alternative zu dieser konventionellen Hybridhühnerzucht dar. Selektiert wird bei der Zucht nicht einseitig auf Lege- oder Schlachtleistung, sondern auf ein ausgeglichenes Verhältnis dieser, das die Nutzung der weibliche Küken als Legehennen und der männlichen Küken zur Mast ermöglicht.
Bei der Nutzung männlicher Legehybriden als Stubenküken besteht aufgrund des besseren Fleischgeschmacks durchaus ein Potential bei der Vermarktung.
Durch die Verwendung von Zweinutzungshühnern soll die Problematik der männlichen „Eintagsküken“ in der Geflügelindustrie vermindert werden, da männliche Küken nicht wie üblich direkt nach dem Schlüpfen getötet werden, sondern für eine Fleischnutzung Verwendung finden.
Eine Studie zeigte zudem, dass bei der Rasse Lohmann Dual auch die Verhaltensstörungen (Federpicken, Kannibalismus) abnahmen.

### Marktentwicklung

#### Schweiz
- In der Schweiz hat Coop 2014 einen Versuch mit Zweinutzungshühnern gestartet.[7] 2019 machten schweizweit rund zehn Betriebe mit.[8] Bio Suisse hat an der Delegiertenversammlung im November 2021 das Ende des Kükentötens, die Nutzung des Zweinutzungshuhns und ein Verbot der Geschlechtsbestimmung im Ei ab 2026 beschlossen.[9]

## Typische Zweinutzungshühner
- Altsteirer
- Australorp
- Barnevelder
- Bressehuhn
- Deutsches Reichshuhn

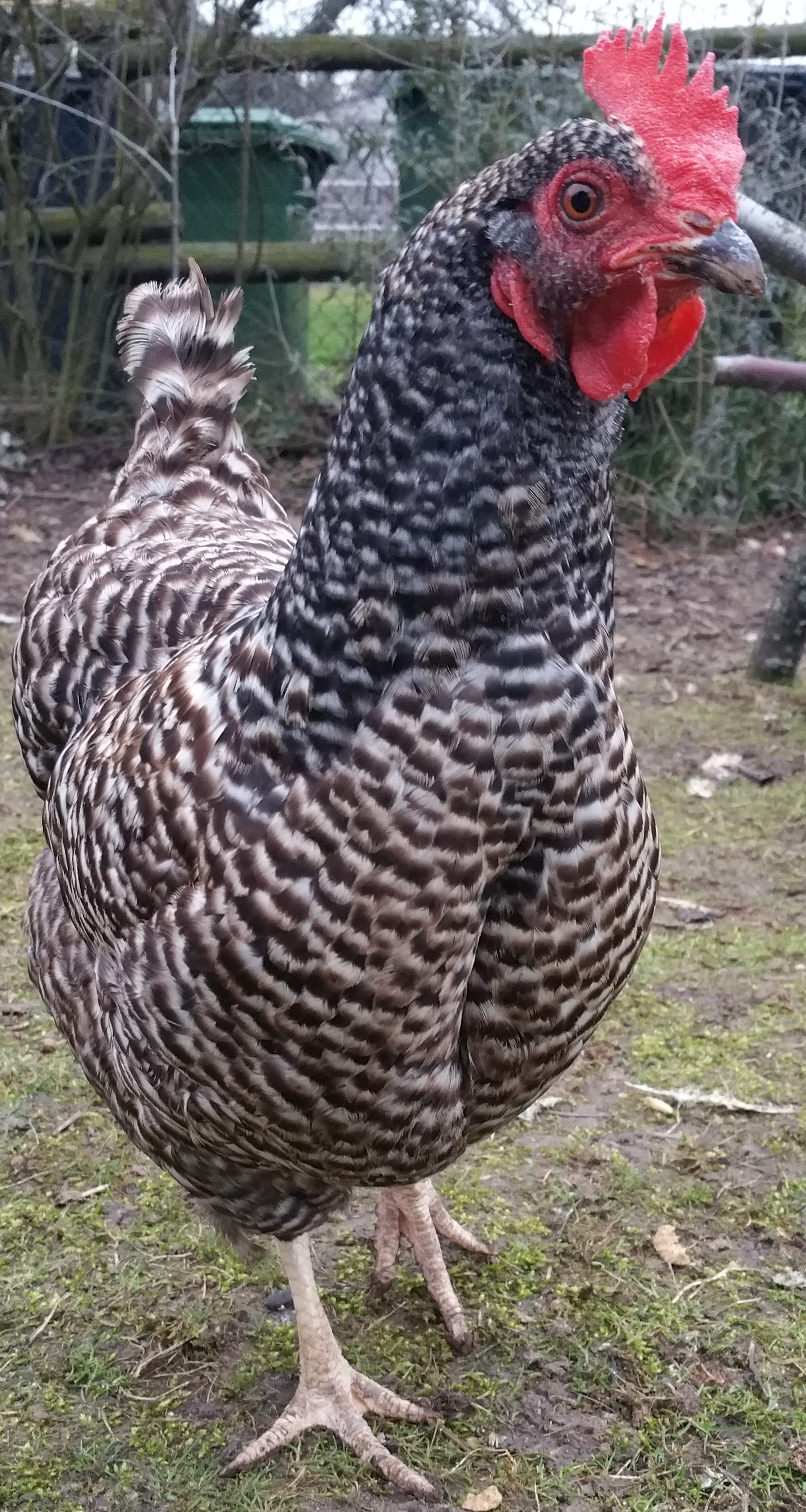
Niederrheiner (Blausperber)

- Domäne Gold (Kreuzung zwischen New Hampshire und White Rock)
- Dominikaner
- Dorking
- Dresdner
- Kollbecksmoorhuhn (Kreuzung zwischen White Rock und Vorwerkhuhn)[10]
- Lachshuhn
- Marans
- New Hampshire
- Niederrheiner (Blausperber)
- Orloff
- Plymouth Rock
- Pottchefstroomser Kukuk
- Rhodeländer
- Sachsenhuhn
- Sulmtaler
- Sundheimer
- Sussex
- Triesdorfer Landhuhn[11]
- Vorwerkhuhn
- Welsumer
- Wyandotte